# Margaret Tarrant
Pour les articles homonymes, voir Tarrant.
Margaret Winifred Tarrant, née le 19 août 1888 à Battersea et morte le 28 juillet 1959, est une illustratrice anglaise et auteure pour enfants, spécialisée dans la représentation d'enfants et de sujets religieux féeriques. Elle commence sa carrière à l'âge de 20 ans et peint et publie jusqu'au début des années 1950. Elle est connue pour ses livres pour enfants, ses cartes postales, ses calendriers et ses reproductions imprimées.

## Biographie
Tarrant naît en 1888 à Battersea, au sud de Londres, fille des paysagistes Percy Tarrant et Sarah Wyatt Tarrant. Elle étudie au département d'art de la Clapham High School et de la Clapham School of Art. Elle suit brièvement une formation d'enseignante, mais se tourne à la place vers l'art. Elle étudie à la Heatherley's School of Art et à la Guildford School of Art en 1935. Elle commence sa carrière à l'âge de 20 ans avec une édition de The Water Babies de Charles Kingsley,.
Dans les années 1920, Tarrant contribue à populariser le thème des fées dans une longue série de titres sur des poèmes de son amie Marion St John Webb, tels que The Forest Fairies, The Pond Fairies, et The Twilight Fairies. Elle est longtemps associée à la Société Médicis et plusieurs de ses cartes postales, calendriers et livres pour enfants sont publiés par l'organisation. Après la mort de ses deux parents en 1934, la Société l'envoie en voyage en Palestine pour faire des recherches. Pendant la Seconde Guerre mondiale, elle fait don d'affiches à l'effort de guerre et utilise un vieux vélo pour économiser l'essence.
Margaret Tarrant meurt le 28 juillet 1959.

## Sélection de publications

### Livres

#### Série des Fées
C'est une série de livres pour enfants publiés durant les années 1920 par The Modern Art Society Ltd., Londres, constituée de poèmes de Marion St John Webb, illustrés par Margaret Tarrant.
- Pond Fairies
- Heath Fairies
- Seashore Fairies
- Weather Fairies
- Wild Fruit Fairies
- Twilight Fairies
- Orchard Fairies
- Forest Fairies
- Flower Fairies
- Insect Fairies
- Seed Fairies
- House Fairies
- Water Fairies

#### Autres livres
- The Water Babies (1908)
- Autumn Gleanings from the Poets (1910)
- Fairy Stories from Hans Christian Andersen (1910)
- Contes (Charles Perrault, 1910)
- The Pied Piper of Hamelin (Robert Browning, 1912)
- Nursery Rhymes (1914)
- A Picture Birthday Book for Boys and Girls (1915)
- Alice in Wonderland (Lewis Carroll, 1916)
- The Tooksy and Mary Alice Tales (1919)
- Our Day (1923)
- Rhymes of Old Times (1925)
- The Magic Lamplighter (Marion St John Webb, 1926)
- An Alphabet of Magic (Eleanor Farjeon, 1928)
- Mother Goose: Nursery Rhymes (1929)
- The Margaret Tarrant Birthday Book (1932)
- Joan in Flowerland (1935) coécrit avec Lewis Dutton[7]
- The Margaret Tarrant Nursery Rhyme Book (1944)
- The Story of Christmas (1952)

### Prints
- The Piper of Dreams
- He Prayeth Best
- The Wandering Minstrels, c. 1940
- Morning Carol

## Postérité
Actuellement, les droits sur l'œuvre de Margaret Tarrant sont détenus par The Medici Society Limited (Londres). Elle utilise la marque commerciale "Margaret Tarrant's Fairies & Flowers".